# Associação Portuguesa de Desportos
L'Associação Portuguesa de Desportos (brevemente Portuguesa) è un club brasiliano di calcio con sede a San Paolo.

## Storia
Il club venne fondato nel 1920 a San Paolo da emigrati portoghesi. Il primo calciatore straniero a vestire la maglia della Lusa fu l'uruguaiano Conrado Ross nel 1923.
Di titoli importanti al Canindé non se ne sono mai visti, ma negli anni '90 la vecchia “Lusa” riusciva a tenere testa anche a rivali più blasonati, compresi i tre poderosi concittadini (Palmeiras, San Paolo e Corinthians). Delle ultime stagioni c'è da ricordare quella memorabile del 2011 con la conquista del campionato di Série B grazie a un gioco spumeggiante valsole il nomignolo di “Barcelusa”. Peccato che quella potenziale resurrezione sia stata in realtà l’anticamera del dramma sportivo e societario scatenato nel 2013 dal "caso Heverton”: l’impiego del giocatore Heverton, che era squalificato, tolse alla Portuguesa tre punti vitali per la permanenza in serie A, andando al 17º posto che sarebbe spettato alla Fluminense, che si salvò grazie alla decisione della giustizia sportiva. Iniziò così la veloce decaduta della Lusa, che iniziò presto ad accumulare debiti, cambi presidenziali (tre in tre anni) e nuovi flop, con il crollo fino alla sèrie D nelle tre stagioni successive. La retrocessione in ultima divisione potrebbe causare il fallimento. Perché non sono possibili mantenere i costi di gestione di una rosa di 45 giocatori con gli irrisori introiti della Serie D. Per non dimenticare del buco fiscale di 200 milioni reais (circa 55 milioni di euro). Giocatori e staff tecnico non percepiscono gli stipendi da mesi e gli allenamenti si devono organizzare esclusivamente alla luce del giorno, perché l’impresa elettrica ha tagliato la luce. I ritiri sono stati aboliti ed è stata persino tagliata l’acqua negli spogliatoi.

## Colori e simboli

### Colori
Il primo completo di gioco della Portuguesa, introdotto il 20 settembre 1920, consisteva di una maglia rossa, di pantaloncini bianchi e di calzettoni rossi con due strisce verdi orizzontali. La divisa del portiere era invece completamente bianca.
Il 26 marzo 1923 la maglia fu cambiata: si assunse una casacca a strisce verticali rosse e verdi con pantaloncini e calzettoni bianchi. Più tardi le strisce rosso-verdi vennero posizionate come le attuali, orizzontalmente, mentre per le gare in trasferta si cominciarono a utilizzare maglia bianca, calzoncini rossi e calzettoni rossi.
La seconda divisa attuale consiste in pantaloncini bianchi anziché rossi.

### Mascotte
La prima mascotte della Portuguesa era una ragazza portoghese di nome Severa. Questo nome derivava dal soprannome della danzatrice di fado degli anni trenta Dima Tereza, detta appunto A Severa.
Nel 1994 la Portuguesa ha cambiato la propria mascotte: la nuova mascotte è diventato un leone, vestito con la divisa rosso-verde della squadra. Il leone è uno dei simboli più diffusi nel calcio brasiliano.

### Inno
Esistono due inni societari. Il primo, detto Hino Rubro-verde ("Inno rosso-verde" in portoghese) è il più vecchio: venne composto da Archimedes Messina e da Carlos Leite Guerra.
Il secondo inno, intitolato Os Campeões ("I Campioni") è quello attuale. È stato scritto e musicato da Roberto Leal e da Márcia Lúcia.

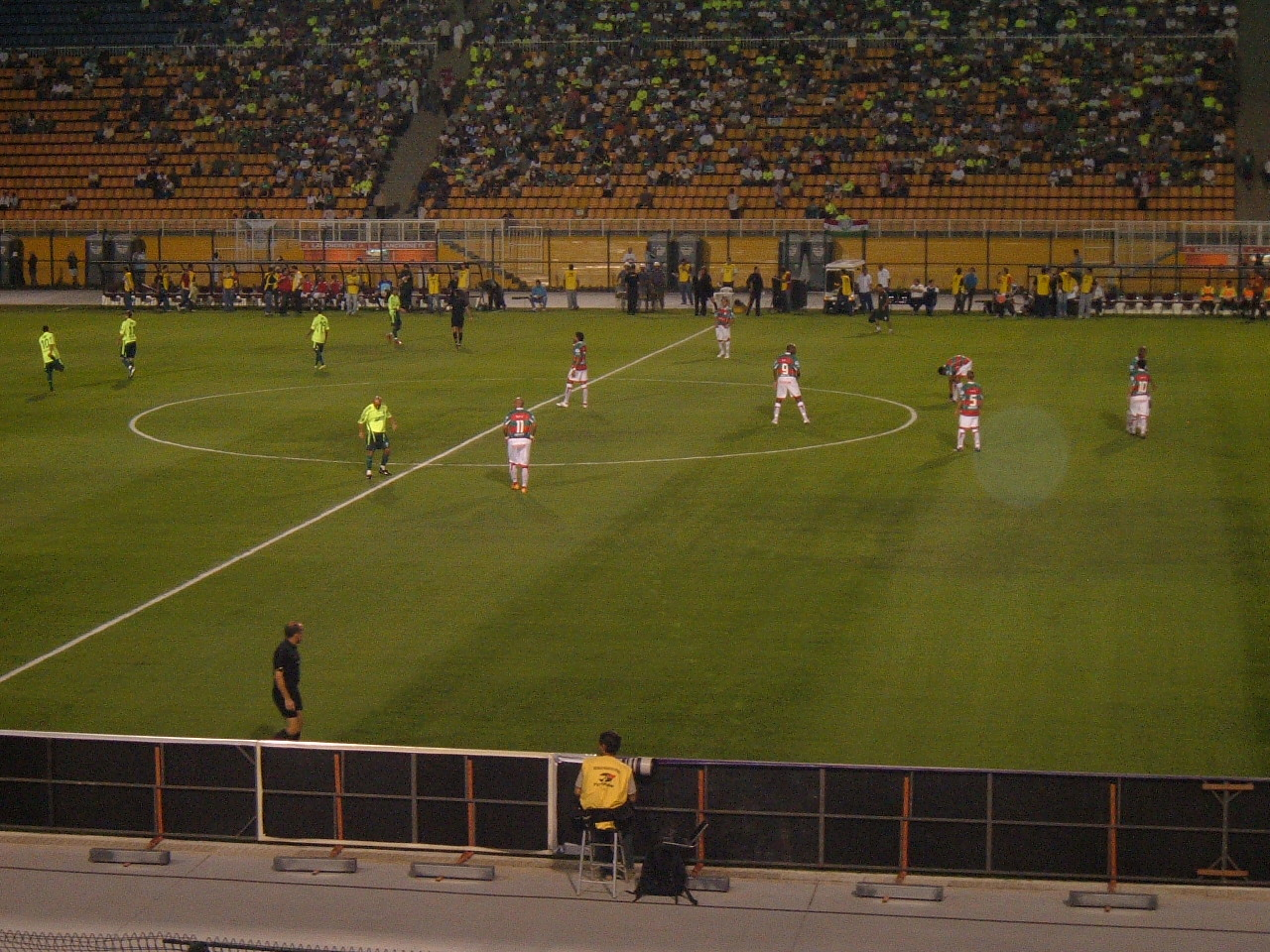
Le squadre Portuguesa e Palmeiras nella partita del campionato brasiliano 2008 all'Estádio do Pacaembu.

## Strutture

### Stadio
La Portuguesa gioca le proprie gare casalinghe nell'Estadio do Canindé. Edificato nel 1956, quest'impianto può contenere 22.000 spettatori. All'inizio ne poteva ospitare 27.500, cifra poi ridotta per le normative FIFA in materia di sicurezza.

## Palmarès

### Maschile

#### Competizioni nazionali
- Campeonato Brasileiro Série B: 1

2011

#### Competizioni statali
- Campionato paulista: 3

1935, 1936 (APEA), 1973
- Tornei di Rio-San Paolo: 2

1952, 1955
- Campeonato Paulista Série A2: 3

2007, 2013, 2022
- Copa Paulista: 1

2020

#### Competizioni giovanili
- Coppa San Paolo Juniores: 2

1991, 2002

#### Altri piazzamenti
- Campionato brasiliano:

Secondo posto: 1996
- Campeonato Brasileiro Série B:

Terzo posto: 2007
- Campionato paulista:

Secondo posto/Finalista: 1940, 1960, 1973, 1975, 1980, 1985
Terzo posto: 1933, 1934, 1939, 1946, 1947, 1949, 1951, 1952, 1964, 1996
Semifinalista: 1998
- Torneo Rio-San Paolo:

Secondo posto: 1965
Terzo posto: 1933, 1950

### Femminile

#### Competizioni nazionali
- Campionato brasiliano: 1

1999-2000

#### Competizioni statali
- Campionati paulisti: 2

1998, 2000

## Tifoseria

### Rivalità
Le principali rivalità della Portuguesa sono verso le altre squadre di San Paolo, soprattutto verso le quattro grandi, cioè il San Paolo, il Palmeiras, il Santos e il Corinthians.

## Giocatori

### Vincitori di titoli
Campioni del mondo
- Djalma Santos (Svezia 1958)
- Jair (Cile 1962)
- Zé Maria (Messico 1970)